# Hermann Voss (historyk)
Hermann Voss (Georg August) (ur. 30 lipca 1884 w Lüneburgu, zm. 28 kwietnia 1969 w Monachium) – niemiecki historyk sztuki. Szczególnie wsławił się artykułem z 1915 roku, w którym, odkrywszy w trakcie zwiedzania Musée des Beaux-Arts w Nantes (gdzie przebywał jako żołnierz niemiecki w trakcie I wojny światowej), sygnaturę pod obrazem Anioł ukazujący się św. Józefowi, dokonał pierwszej atrybucji dzieł Georgesa de La Toura.
Voss pełnił liczne funkcje urzędowe jako dyrektor niemieckich muzeów. Pracował także w czasach nazistowskich w Führermuseum, angażując się w pozyskiwanie dzieł grabionych przez Niemców w czasie II wojny światowej.